# Galeopsis haussknechtii
Galeopsis haussknechtii là một loài thực vật có hoa trong họ Hoa môi. Loài này được Ludw. mô tả khoa học đầu tiên năm 1877.